# Agrypon xinjiangense
Agrypon xinjiangense är en stekelart som beskrevs av Wang 1984. Agrypon xinjiangense ingår i släktet Agrypon och familjen brokparasitsteklar. Inga underarter finns listade i Catalogue of Life.